# Ольга Беатріс Гарсія Гійен
Пані Ольга Беатріс Гарсія Гілйен (ісп. Olga Beatriz García Guillén) (7 січня 1961, Веракрус) — мексиканська кар'єрна дипломатка. Надзвичайний і Повноважний Посол Мексиканських Сполучених Штатів в Україні (з 2019).

## Життєпис
Здобула ступінь на юридичному факультеті Національного автономного університету Мексики (UNAM) та магістра міжнародного права того ж університету.
З 1992 року на дипломатичній службі у Міністерстві закордонних справ Мексики. У 1998—2010 рр. — консул, керівник канцелярії та керівник консульського відділу в посольствах Мексики в Іспанії, на Кубі та в Болівії. З серпня 2010 року вона була генеральним директором консульських служб Міністерства закордонних справ.
У 2015 році очолила нараду між Кубою та Мексикою, на якій обговорювались виконання двосторонньої імміграційної угоди та оновлення Меморандуму, підписаного у 2008 р., на основі нових імміграційних регламентів обох країн.
У 2016 році вона погодилася здійснити пілотну програму разом з головою Аграрної прокуратури (Пенсільванія) Крусом Лопесом Агіларом та посадовими особами Національного аграрного реєстру (RAN) для опрацювання прохань про догляд за співвітчизниками в Генеральному консульстві Мексики в Лос-Анджелесі, Каліфорнія (США) з метою об'єднання зусиль, спрямованих на забезпечення щоденного правосуддя, якісного обслуговування та послуг для фермерів-мігрантів.
У 2018 році вона взяла участь як представник Мексики на XII засіданні Робочої групи з питань міграції та консульських питань між Республікою Куба та Сполученими Штатами Мексики, де головував посол Рогеліо Сьєрра Діас, віце-міністр закордонних справ Куби.
Очолювала мексиканську делегацію на переговорах з Україною про безвізовий режим.
З 2019 року — Надзвичайний і Повноважний Посол Мексики в Києві (Україна).
7 листопада 2019 року вручила вірчі грамоти Президенту України Володимиру Зеленському.

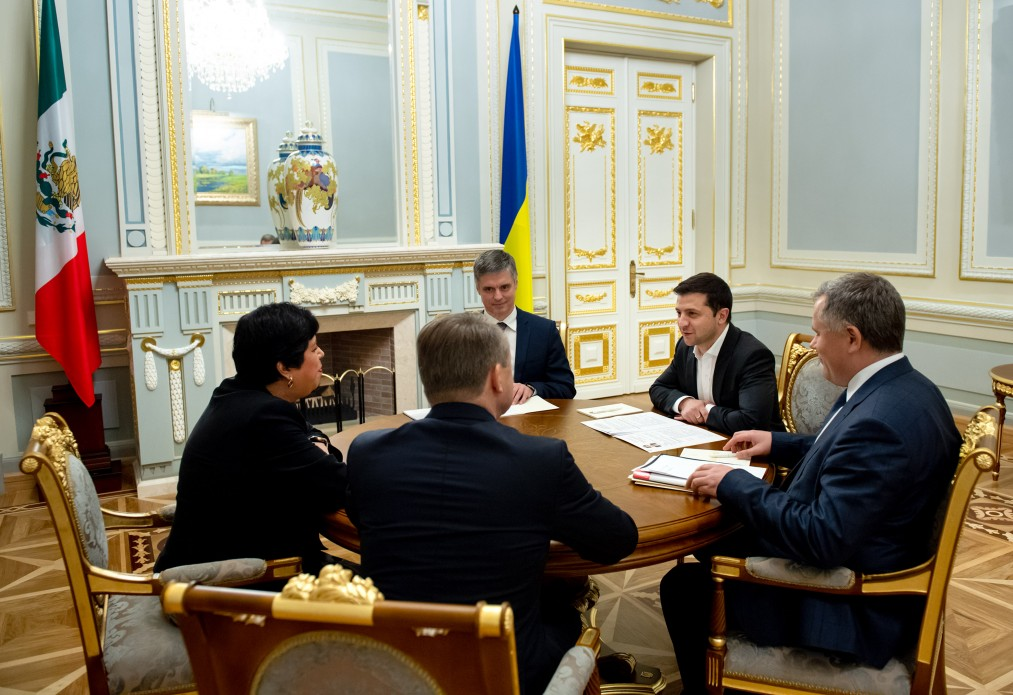
Президент України Володимир Зеленський прийняв вірчі грамоти у посла Мексики Ольги Беатріс Гарсія Гійен 7 грудня 2019 року